# Buffalo City
Pour les articles homonymes, voir Buffalo City (Wisconsin) et Buffalo.
Buffalo City est l'une des huit municipalités métropolitaines d'Afrique du Sud située dans la province du Cap-Oriental (Eastern Cape), au bord de la rivière Buffalo.

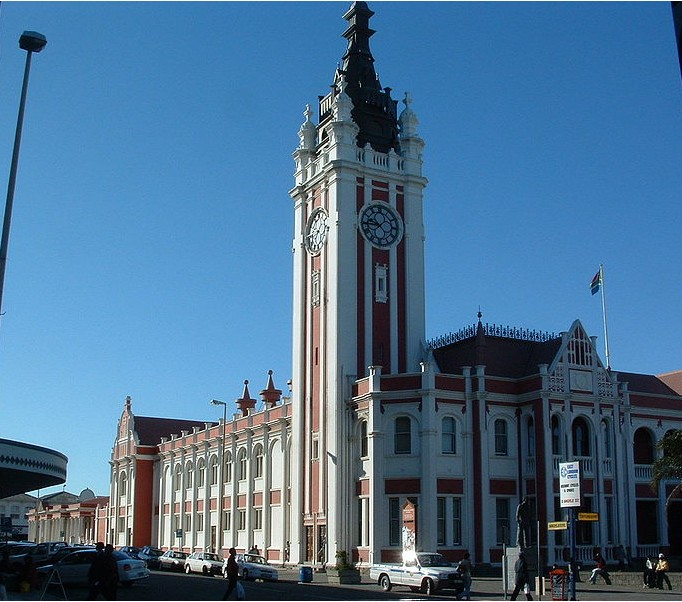
Hôtel de ville d'East London, Cap-Oriental

## Historique
Les villes d'East London, de King William's Town et Bisho font partie depuis 2000 de cette nouvelle municipalité post-apartheid qui compte près de 700 000 habitants dont 80 % de noirs, 10 % de blancs (anglophones majoritairement) et 6 % de métis. Un tiers de ces habitants vivent dans le township de Mdantsane.
Depuis les élections municipales sud-africaines de 2016, la municipalité, qui compte 100 élus, est dominée par les 60 conseillers municipaux de l'ANC, laissant 24 sièges à l'Alliance démocratique et 8 sièges aux Economic Freedom Fighters.

### Liste des maires
- Sindisile Maclean (ANC), de 2001 à 2006
- Ntombentle Peter (ANC), de mars 2006 à novembre 2008
- Sakhumzi Caga (ANC), de décembre 2008 à janvier 2009
- Zukiswa Faku (ANC), de janvier 2009 à avril 2011
- Zukiswa Veronica Ncitha (ANC), de mai 2011 à juin 2015
- Alfred Mtsi (ANC), de juin 2015 à aout 2016
- Xola Pakati (ANC), de aout 2016 à mars 2023
- Princess Faku (ANC) depuis le 24 mars 2023

## Population des constituants de la municipalité de Buffalo City en 2011
Lors du recensement du 2011, la population de la municipalité de Buffalo City était répartie dans les villes et localités suivantes :
| Lieux                   | Code   | Superficie (km2) | Population |
| ----------------------- | ------ | ---------------- | ---------- |
| Berlin                  | 260060 | 38.22            | 3 048      |
| Bhisho                  | 260032 | 8.08             | 11 192     |
| Bulembu                 | 260065 | 1.63             | 1 212      |
| Dimbaza                 | 260039 | 17.28            | 21 783     |
| Ducats                  | 260102 | 1.24             | 3 546      |
| Duncan Village          | 260114 | 0.90             | 16 380     |
| East London             | 260113 | 168.86           | 267 007    |
| Eluxolweni              | 260062 | 8.51             | 15 300     |
| Ententeni               | 260139 | 0.84             | 2 731      |
| eSingeni                | 260048 | 2.60             | 1 343      |
| Ginsberg                | 260073 | 2.39             | 10 766     |
| Gompo                   | 260133 | 0.53             | 2 254      |
| Gonubie                 | 260106 | 10.11            | 11 471     |
| Goodhope                | 260137 | 4.06             | 2 127      |
| iKhiwane                | 260165 | 1.38             | 1 039      |
| Ilitha                  | 260061 | 5.64             | 8 145      |
| Izeleni                 | 260098 | 2.11             | 1 187      |
| Jaftas                  | 260106 | 0.68             | 442        |
| Kayser's Beach          | 260178 | 2.36             | 697        |
| Kidd's Beach            | 260160 | 2.13             | 499        |
| King William's Town     | 260044 | 65.52            | 34 019     |
| Kuni                    | 260136 | 6.14             | 2 179      |
| KwaBhonke               | 260091 | 1.19             | 1 174      |
| KwaLini                 | 260074 | 1.13             | 1 696      |
| KwaMasingata            | 260045 | 1.11             | 1 204      |
| KwaMlakalaka            | 260108 | 0.96             | 1 279      |
| KwaMpundu               | 260055 | 5.19             | 1 544      |
| KwaNoncampa             | 260077 | 1.30             | 1 552      |
| KwaQongqotha            | 260118 | 1.32             | 1 425      |
| KwaRhayi                | 260072 | 0.75             | 1 144      |
| KwaTshatshu             | 260085 | 6.68             | 4 719      |
| Kwetyana                | 260054 | 18.42            | 5 863      |
| Macleantown             | 260016 | 9.94             | 580        |
| Mbekweni                | 260083 | 0.53             | 7 123      |
| Mdantsane               | 260088 | 45.55            | 156 835    |
| Modaka                  | 260036 | 0.95             | 1 745      |
| Mzamonhle               | 260107 | 2.49             | 8 338      |
| Nxarhuni Dam Settlement | 260078 | 0.93             | 131        |
| Ncalukeni               | 260056 | 2.13             | 1 892      |
| Needs Camp              | 260129 | 7.41             | 6 696      |
| Ngxwalane               | 260075 | 1.61             | 1 027      |
| Nkqonkqweni A           | 260007 | 1.00             | 1 546      |
| Nomgwadla               | 260040 | 3.15             | 2 384      |
| Nompumelelo             | 260112 | 0.73             | 7 269      |
| Nkqonkqweni             | 260066 | 3.52             | 1 766      |
| Nxarhuni                | 260068 | 2.64             | 1 481      |
| Pefferville             | 260114 | 0.94             | 16 380     |
| Phakamisa               | 260103 | 2.32             | 6 602      |
| Pirie Mission           | 21446  | 0.74             | 356        |
| Potsdam East            | 260113 | 1.25             | 1 664      |
| Potsdam South           | 260114 | 8.02             | 5 329      |
| Potsdam Village         | 260103 | 4.14             | 5 649      |
| Sandile                 | 260161 | 2.78             | 855        |
| Sea Vale                | 260103 | 0.17             | 291        |
| Silverdale              | 260132 | 4.00             | 647        |
| Sunrise-on-Sea          | 260092 | 0.68             | 655        |
| Tshabo 2                | 260095 | 2.67             | 1 114      |
| Tyusha                  | 260103 | 2.16             | 1 289      |
| Tyutyu                  | 260043 | 3.58             | 2 676      |
| Umzantsi                | 260050 | 0.99             | 1 373      |
| Zabalaza                | 260037 | 1.72             | 1 188      |
| Zwelitsha               | 260086 | 4.64             | 18 189     |
| Autres secteurs restant | 260010 | 1867.19          | 10 359     |

## Sources
1. ↑  « Current World Population: 8,005,176,000 », sur world populatoin review

- outil Superweb :interactive stats SA.